# Даванкур
Даванкур (фр. Davenescourt) насеље је и општина у североисточној Француској у региону Пикардија, у департману Сома која припада префектури Мондидје.
По подацима из 2011. године у општини је живело 515 становника, а густина насељености је износила 43,9 становника/km². Општина се простире на површини од 11,73 km². Налази се на средњој надморској висини од 58 метара (максималној 114 m, а минималној 44 m).

## Демографија
| 1962. | 1968. | 1975. | 1982. | 1990. | 1999. | 2011. |
| ----- | ----- | ----- | ----- | ----- | ----- | ----- |
| 373   | 415   | 364   | 334   | 329   | 469   | 515   |

График промене броја становника у току последњих година